# Antocerotòpsides
Les antocerotòpsides (Anthocerotopsida) són una classe de plantes no vasculars que s'inclou dins de la divisió de les antocerotòfites o antocerotes.
De fet, són la classe principal d’aquest grup de briòfits en sentit ampli. Les antocerotes són un petit grup bastant peculiar de plantes no vasculars, en general poc representat a les regions temperades. Tradicionalment, s'havien considerat un únic grup dins de la divisió dels briòfits, amb categoria de classe.
Al discutir-se la idoneïtat de considerar als briòfits un grup monofilètic, els tres grups que hi havia dins van passar a ser considerats tots tres una divisió:  Bryophyta sensu stricto, Marchantiophyta i  Anthocerotophyta.
Tradicionalment, els grup dels briòfits incloïa a les molses, les hepàtiques i les antocerotes. Però estudiant-los detalladament s'ha vist que possiblement sigui un grup parafilètic. Per aquesta raó, avui en dia cadascun d’aquests tres grups te la seva pròpia divisió. Tanmateix, el nom de briòfits en sentit ampli encara es fa servir per referir-se conjuntament als tres grups que, morfològicament, tenen molts caràcters en comú.
Tots els Briòfits en sentit ampli són plantes no vasculars. Això vol dir que no tenen veritables arrels, tiges i fulles plenament funcionals com les dels cormòfits, sinó unes petites estructures semblants que s'anomenen rizoides, caulidis i fil·lidis respectivament. També comparteixen un mateix tipus de cicle vital. Totes elles tenen dues generacions que s'alternen en el temps: els gametòfits (on te lloc la reproducció sexual) i els esporòfits (que formen unes càpsules que alliberen espores.

## Gametòfit
El seu gametòfit és laminar i d'un color verd fosc. Creixen formant rosetes en sòls humits i sovint es comporten com a pioners en medis de colonització recent. Degut al seu tal·lus laminar s'han associat històricament a les hepàtiques, tot anomenant-les hepàtiques banyudes.
La cara dorsal té cèl·lules més estretes i amb menys clorofil·la. Tot i això, no es pot parlar d'epidermis. La cara ventral presenta uns rizoides unicel·lulars, un caràcter convergent amb les hepàtiques. En aquesta mateixa cara hi ha uns porus connectats amb cavitats mucilaginoses que poden allotjar colònies de Nostoc (un cianoprocariota)
Les cèl·lules presenten un sol cloroplast amb un pirenoide central. El cloroplast presenta tilacoides oberts i sense sacs.

### Anteridis i arquegonis
Els anteridis creixen en cavitats anteridials a la cara dorsal i produeixen uns espermatozoides llargs, espiralats i amb un parell de flagels d'inserció lateral.
L'arquegoni és format per una cèl·lula dorsal que creix cap endins tot formant una ovocèl·lula.
La primera divisió del zigot és longitudinal i la cèl·lula inferior donarà lloc al peu o haustori que, posteriorment, es convertirà en la placenta, que connectarà gametòfit i esporòfit.

## Esporòfit
L'esporòfit és verd durant molt de temps. Creix exposat a la intempèrie i és de vida llarga, per la qual cosa és una estructura més complexa. És de forma allargada, de tal manera que recorda a una banya (d'aquí ve el nom d'hepàtica banyuda).
Es poden diferenciar ben clarament tres parts: Un peu, un meristema intercalar i una càpsula.
El meristem intercalar és el responsable del creixement continu de l'esporòfit. Aquest és un caràcter exclusiu i únic dins les plantes terrestres.
La càpsula, per la seva part, té tres parts:
- Paret de la càpsula: És una capa protectora pluriestratificada. És verda, ja que realitza la fotosíntesi. Presenta estomes i es pot considerar com una veritable epidermis cutinitzada
- Arquespori: És la part fèrtil de la càpsula, on es formaran les espores i els pseudoelàters.
- Columel·la: És un teixit estèril central amb cèl·lules conductores altament especialitzades.

La càpsula es va obrint per dues valves des de l'àpex fins a la base, de tal manera que la massa d'espores i pseudoelàters queda exposada a la intempèrie. La maduració de les espores es fa de manera gradual, madurant primer les de la part superior.
Les espores són grans i ornamentades, amb una paret gruixuda que els dona una llarga viabilitat. Quan cauen en un lloc adient no formen un protonema com passa a la resta de briofitins, si no que fan un tub germinatiu que donarà lloc a l'esporòfit.
La disseminació és per l'aire, encara que la seva eficàcia és força reduïda.

## Ecologia
Les antocerotes tenen una forta presència en hàbitats tropicals i subtropicals, on són freqüents com a epífits o sobre roques. De tota manera, alguns gèneres com Notothylas i Phaeoceros són de distribució cosmopolita, habitant zones humides.

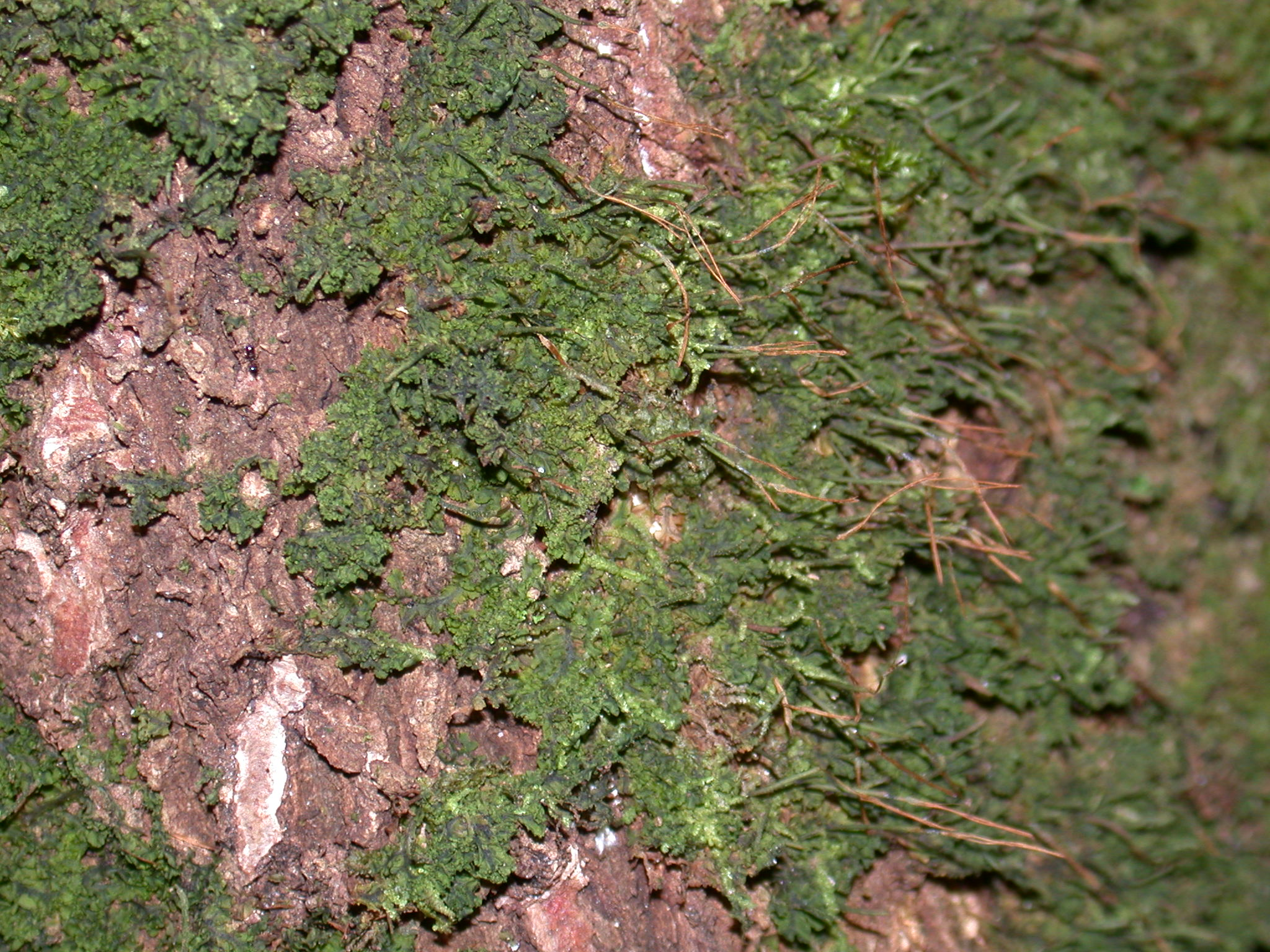
Dendroceros crispus

## Famílies i gèneres
Recentment, estudis moleculars, ultraestructurals i morfològics han revisat la taxonomia d'aquest grup i han proposat una nova classificació que ha separat a les antocerotes en dos classes diferents:
Les Leiosporocerotopsida que contenen una única espècie i les Anthocerotopsida que en tenen poc més de 200.
Família Leiosporocerotaceae
- Leiosporoceros

Família Anthocerotaceae
- Anthoceros
- Folioceros
- Sphaerosporoceros
- Phaeoceros

Família Notothyladaceae
- Notothylas
- Paraphymatoceros
- Hattorioceros
- Mesoceros

Família Dendrocerotaceae
- Dendroceros
- Megaceros
- Nothoceros
- Phaeomegaceros

Família Phymatocerotaceae
- Phymatoceros